# Hieracium lawsonii
Hieracium lawsonii  (лат.) — вид двудольных растений рода Ястребинка (Hieracium) семейства Астровые (Asteraceae). Впервые описан французским ботаником Домиником Вийяром в 1779 году.

## Распространение и среда обитания
Известен из Марокко, Алжира, Франции, Монако, Италии, Сан-Марино, Андорры, Гибралтара и Испании.
Растёт на известняковых скалах.

## Ботаническое описание
Гемикриптофит. Растение высотой 5—25 см.
Цветёт в июне и июле.

## Синонимы
Синонимичные названия:
- Hieracium lawsonii var. atlanticum Maire & Zahn
- Hieracium saxatile Vill.